# Михалевка (Псковская область)
Михалевка — деревня в Шиковской волости Островского района Псковской области.
Находится, примерно, в километре южнее деревни Белое, в 66 км к востоку от города Острова.
Постоянное население по состоянию на 2000 год в деревне отсутствовало.